# 野井成正
野井 成正（のい しげまさ、1944年11月17日 - 2022年8月17日）は日本のインテリアデザイナー。インテルナ・カガヤ、インテリアデザインオフィス・ノブ、ジーベックを経て1982年に個人アトリエ設立。以後、関西圏を中心に主に飲食、物販店舗など商業空間のインテリアデザインを手がける。

## 略歴
1944年11月17日に疎開先の大阪府東大阪市で生まれる。1960年に大阪府立西野田工業高校（現・大阪府立西野田工科高等学校）デザイン課に入学。1963年頃から中之島 (大阪府)のグタイピナコテカに通い、向井修二の制作などを手伝いながら具体美術の活動に触れる。1965年に展示会、ウィンドウディスプレイの制作を手がけはじめ、1967年からはインテルナ・カガヤで店舗のインテリアデザインやディスプレイデザインに携わる。1973年にインテリアデザインオフィス・ノブに入社し、吉尾浩次に師事しつつ店舗を中心とする建築・インテリアデザインに携わる。1974年にジーベックを立ち上げ、「チャーリーブラウン豊中店」（レストラン／大阪府）などのインテリアデザインを手がけるが、性格的に経営には不向きであったことなどから1982年に退社。同年、野井成正デザイン事務所を開設し、1984年以後、天神橋 (大阪府)の個人アトリエで活動を続けている。1990年に「リスン北山店」（インセンスショップ／京都府）でナショップ・ライティングコンテスト大賞を受賞。1993年には「川名」（バー／大阪府）で日本商環境設計家協会（JCD）大賞を受賞。2000年に万博記念公園（大阪府）迎賓館改装のマスターデザインと、同施設内チャペル「風詩の教会」の建築デザインを手がけ、2003年には「月の湯舟」（スパ施設／兵庫県）の建築デザインを手がける。また、同年のミラノサローネにおいて「和空（WA-QU）展」に参加し、プロダクト作品「雪」（屏風）を出展している。

## 主な受賞歴
- 1985年 - ナショップ・ライティングコンテスト銀賞「酒肆上野（バー）」
- 1986年 - 旭硝子ショップデザインコンテスト銀賞「トフィーズ・イン（レストラン）」
- 1990年 - ナショップ・ライティングコンテスト大賞「リスン北山店1（インセンスショップ）」
- 1993年 - 日本商環境設計家協会（JCD）大賞「川名（バー）」
- 1998年 - 日本商環境設計家協会（JCD）優秀賞「リスン北山店2（インセンスショップ）」、「魚真（和食店）」

## 主な作品
- 1984年 - 酒肆上野（バー）／大阪府
- 1985年 - トフィーズ・イン（レストラン）／神奈川県
- 1988年 - ミスティッククラブ（バー）、55（バー）／大阪府
- 1989年 - リスン 北山店1（インセンスショップ）／京都府
- 1990年 - タンギー（バー）／大阪府
- 1991年 - 遊山（バー）／兵庫県
- 1992年 - 川名（バー）、ボンバール江戸堀（バー）／大阪府
- 1993年 - 九クーバ（バー）、ユニオン（ショールーム）、一兆（焼肉店）／大阪府
- 1994年 - 湖月（和食店）／大阪府
- 1995年 - 風曜日（レストラン）、ちからもち（うどん店）、リングリング（ショールーム）／大阪府
- 1996年 - トリノス（焼鳥店）、8月（バー）／大阪府
- 1997年 - にし（焼肉店）／大阪府、リスン 北山店2（インセンスショップ）／京都府
- 1998年 - 魚真（和食店）／東京都
- 1999年 - わん（バー）／大阪府
- 2000年 - 風詩の教会（チャペル）、酒や（バー）／大阪府
- 2001年 - ティナント（カフェ）／大阪府
- 2002年 - リスン青山店（インセンスショップ）／東京都
- 2003年 - 一葉（陶磁器店）／広島県、月の湯舟（スパ施設）／兵庫県、ヴァグリエ（バッグショップ）／大阪府
- 2004年 - リスン京都（インセンスショップ）／京都府
- 2005年 - コシノアヤコ（ブティック＆サロン）／大阪府 ＊小篠綾子
- 2006年 - 志村や（バー）／東京都、ブリレン・バッハ（アイウェアショップ）／大阪府
- 2007年 - リスントゥフィンランド（展覧会）／東京都
- 2009年 - 天の幸 山の幸（レストラン）／大阪府、カフェリング 銀座並木通り店（ジュエリーショップ）／東京都
- 2010年 - かこみ（和食店）／大阪府、なんでんねん（お好み焼き店）／大阪府、カフェリング 横浜みなとみらい店（神奈川県）